# 阿米蒂 (纽约州)
阿米蒂（英語：Amity）是位于美国纽约州阿利根尼县的一个镇，地处该县中部、奥利安东北。2010年美国人口普查时，该镇有2308人。其占地面积34.6平方公里，名称则为“友好”之意。